# وان ستدنسروس
وان ستدنسروس (به لاتین: Van Stadensrus) یک شهرک در آفریقای جنوبی است که در Naledi Local Municipality, Free State واقع شده‌است.

## خصوصیات
وان ستدنسروس ۷٫۲ کیلومترمربع مساحت و ۱٬۷۴۵ نفر جمعیت دارد.